# А счастье рядом
«А счастье рядом» — социальный драматический художественный фильм 1978 года. Премьера состоялась в январе 1980 года (Москва).

## Сюжет
Действие фильма разворачивается на очередном строительстве ГидроЭлектроСтанции в Таджикской ССР.
Рано — сваха; пытается найти невесту для сорокалетнего холостяка. О том, что она сама может любить, она не смеет даже думать, так как это противоречит таджикским традициям, ведь она — вдова.

## В ролях
| Актёр                 | Роль                                     |
| --------------------- | ---------------------------------------- |
| Ато Мухамеджанов      | Ахмет Гафурович Гафуров                  |
| Раиса Недашковская    | Рано                                     |
| Анаит Топчиян         | Лейла                                    |
| Хабибулло Абдуразаков | тамада                                   |
| Геннадий Юхтин        | Захар, продавец автолавки, инвалид войны |
| Майя Булгакова        | Варвара, двоюродная сестра Захара        |
| Ментай Утепбергенов   | гидростроитель                           |
| Владимир Плотников    | Костя                                    |
| Махамадали Мухамадиев | гидростроитель                           |
| Рано Хамраева         | директор музея                           |
| Юнус Юсупов           | Тахир                                    |
| Сайдо Курбанов        | корреспондент                            |
| Зарангиз Мирзаянц     | дочь Рано                                |
| Имом Набиев           | Умар, сын Рано                           |

### В эпизодах
- Хайдар Шаймарданов (в титрах — Х.Шоймордонов)
- Ашот Меликджанян
- С. Овезова

## Съёмочная группа
- Режиссёр: Маргарита Касымова
- Сценарист: Александр Червинский
- Оператор: Виктор Мирзаянц
- Композитор: Фируз Бахор
- Художник: Владимир Салимов